# Erannis oenipontaria
Erannis oenipontaria là một loài bướm đêm trong họ Geometridae.